# Black Mask (revista)
Black Mask, inicialment anomenada The Black Mask, va ser una revista de relats criminals, publicada en format pulp, decisiva en el desenvolupament de la novel·la negra com a gènere literari.

## Primers anys
La revista va ser creada l’abril de 1920 pels intel·lectuals Henry L. Menchen i George Jean Nathan amb l’objectiu de trobar finançament per la revista The Smart Set, de la qual eren redactors en cap. Els propietaris d’aquesta publicació -Eugene Crowe i Eltinge Warner- la compraren i nomenaren com a primers directors Francis M. Osborne (1920-22), George W. Sutton (1922-1924) i Phil Cody (1924-26).

## Direcció de Joseph Thompson Shaw
Sota la direcció de Joseph Thompson Shaw (1926-36), Black Mask va viure la seva època de màxima esplendor. Xavier Coma considera que, com a editor, Shaw va fixar dues grans directrius per la revista: “tractament del tema criminal des d’una perspectiva literària (...) i enfocament crític de la realitat social i polític, amb un cert esperit de denúncia davant de la corrupció de les institucions relacionades amb el fet criminal”.
Shaw va impulsar Dashiel Hammet i Raoul Whitfield a escriure novel·les llargues, i va descobrir noves plomes pel naixent gènere literari: Raymond Chandler, Horace McCoy, Paul Cain o Frederick Nebel, entre d'altres.

## Anys de decadència
A partir de novembre del 1936, amb la substitució de Joseph Thompson Shaw per Fanny Ellsworth al capdavant de la revista, aquesta comença una ràpida etapa decadent, marcada per la manca d’un rumb clar i la progressiva pèrdua de popularitat dels pulps. El 1951 se’n va interrompre la publicació.